# Elektrofahrzeug-Großversuch Rügen
Das Projekt Erprobung von Elektrofahrzeugen der neuesten Generation auf der Insel Rügen (kurz auch: Rügen-Test, -Projekt bzw. -Versuch) war eine von Automobilkonzernen und dem Bundesforschungsministerium vom 2. Oktober 1992 bis Juni 1996 durchgeführte Untersuchung der Alltagstauglichkeit von Elektroautos auf der Insel Rügen.

## Ausgangslage
Die Autokonzerne BMW, Mercedes-Benz, Opel, VW, Neoplan, Fiat und weitere beschlossen 1992 einen Versuch mit Elektroautos durchzuführen. Als Leiter des Versuches wurde Christian Voy ausgewählt. Die Kosten des Versuches betrugen 60 Mio. DM (ca. 30,7 Mio. Euro Preisstand 1996). Das Bundesforschungsministerium trug 26 Mio. DM (ca. 13,3 Mio. Euro Preisstand 1996), die Automobilunternehmen 34 Mio. DM der Kosten (ca. 17,4 Mio. Euro Preisstand 1996). Von Seiten der Automobilkonzerne betreute die Deutsche Automobil Gesellschaft den Versuch. Die wissenschaftliche Begleituntersuchung wurde durch das IFEU-Institut durchgeführt. Von Seiten der Energiespeicherherstellern waren insgesamt vier Unternehmen beteiligt.

## Versuch
Der Versuch wurde am 2. Oktober 1992 offiziell von Bundesforschungsminister Heinz Riesenhuber und der Bundesumweltministerin Angela Merkel in Binz im Oktober 1992 gestartet.

### Eingesetzte Fahrzeuge
Insgesamt wurden auf der Insel Rügen zwischen 36 und 60 Elektrofahrzeuge aller Klassen erprobt.
Diese waren:
- BMW 3er
- Fiat Panda Elettra
- Mercedes-Benz 190
- Neoplan
- Opel Astra Impuls 3 (10 Stück)
- VW Golf CitySTROMer (9 Stück)
- VW T4 (10 Stück)

Diese legten insgesamt 1,3 Mio. km an Fahrstrecke zurück. Durchschnittlich legten die Fahrzeuge 25.000 km, vereinzelt bis zu 40.000 km zurück. Neben Fahrtests wurden auch Crashtests mit den Fahrzeugen durchgeführt.

### Eingesetzte Energiespeichertechnologien
An Energiespeichertechniken wurden Blei-Gel-, Natrium-Schwefel-, Zink-Luft-, Nickel-Metallhydrid- und Lithium-Ionen-Energiespeicher eingesetzt. Ebenso wurden verschiedene Ladetechnologien getestet.

## Ergebnisse
Der wissenschaftliche Abschlussbericht des Ifeu-Instituts erschien ein Jahr nach Ende des Versuches 1997.

### Ökobilanz
Die Ökobilanz bezüglich Kohlendioxid-, Schwefeldioxid- und Methan-Emissionen war aufgrund des Strommix, der einen Großteil an aus Kohlekraftwerken produzierten Strom enthielt, schlechter als bei konventionellen Antrieben. Ebenso war der Verbrauch an Primärenergie mit etwa 1 MJ pro km ca. um 25 % höher als bei Diesel- oder Benzin-Fahrzeugen. Zwiespältig fiel die Bilanz bei Schallemissionen aus. Hier hatten Elektrofahrzeuge bis zu einer Geschwindigkeit von 50 km/h einen Vorteil aufgrund der deutlich niedrigeren Motorgeräusche. Oberhalb dieser Geschwindigkeit jedoch, hatten sie, aufgrund des durch das höhere Gewicht vergrößerten Rollgeräusche, höhere Schallemissionen als konventionelle Kraftfahrzeuge. Bei anderen Emissionswerten wie etwa Stickoxiden und Kohlenwasserstoffen fiel die Bilanz zugunsten von Elektrofahrzeugen aus.

### Energiespeichertechnik
Insbesondere in der Energiespeichertechnik wurden wichtige Erkenntnisse gewonnen. Die Batterien und Akkumulatoren bewährten sich mit Ausnahme der Natrium-Schwefel-Akkumulatoren. Zwar erlaubten diese Reichweiten bis zu 200 km, allerdings wurden sie als zu feuergefährlich für den Einsatz im Automobilverkehr eingestuft. Am zuverlässigsten erwiesen sich Bleiakkumulatoren. Aufgrund ihres spezifischen Gewichtes konnten mit diesen aber lediglich eine Reichweite von 60 km erzielt werden. Auch waren die Ladezeiten mit 3 Stunden überdurchschnittlich lange. Insgesamt wurde die geringe Ladekapazität der Energiespeicher angemerkt. Zwar konnte durch Hochtemperaturspeicher eine Verbesserung der Energiedichte um das Fünffache erzielt werden, jedoch betrug auch damit die rechnerische Masse eines Energiespeichers mit einer Ladung von 500 kWh, dem vergleichbaren Energieinhalt von 60 Liter Diesel, 4 Tonnen.
Durch Schnelladetechniken konnten Ladezeiten von 30 Minuten erreicht werden. Die Reichweiten der Fahrzeuge betrugen 80 bis 100 km, teilweise wurden bis zu 300 km erreicht.

### Zuverlässigkeit
Bemängelt wurde ebenso die geringe Einsatzfähigkeit der Fahrzeuge. So waren gleichzeitig nur zwischen 1 und 14 der insgesamt 60 Fahrzeuge im Einsatz. So wies der eingesetzte Mercedes 190 Ausfallzeiten, die Busse fielen zwischen 29 und 80 Prozent des Versuchszeitraums aus.

## Kritik
Die Informationszentrale der Elektrizitätswirtschaft merkte zum Versuch an, dass keine speziellen Elektrofahrzeuge, sondern lediglich konventionelle, auf Elektroantrieb umgerüstete, Fahrzeuge im Einsatz waren. Auch seien, wie ein Sprecher des Energiekonzerns RWE anmerkte, die Nebenverbraucher wie Batterieheizungen am hohen Energieverbrauch schuld. Diese waren teilweise deutlich höher als für die eigentliche Antriebsfunktion.

## Auswirkungen
Aufgrund der für die Autohersteller ernüchternden Ergebnisse wurde die Technologie Elektrofahrzeuge in Deutschland in den nächsten Jahren nicht mehr in dieser Intensität weiterverfolgt. Erst seit etwa 2007 wird unter dem Stichwort Elektromobilität wieder intensiver an Elektrofahrzeugen geforscht.